# Koko Hoekstra
Uiltje „Koko“ Hoekstra (* 3. Juli 1948 in Leeuwarden) ist ein ehemaliger niederländischer Fußballspieler.

## Sportlicher Werdegang
Hoekstra debütierte Ende der 1960er Jahre für den SC Cambuur in der Eerste Divisie, den er 1975 in Richtung des Ligarivalen FC Groningen verließ. Nach nur einer Spielzeit schloss er sich dem Zweitligakonkurrenten PEC Zwolle an, unter Trainer Hans Alleman erreichte er mit der Mannschaft das gegen den FC Twente '65 mit 0:3 nach Verlängerung verlorene Endspiel um den KNVB-Pokal 1976/77. 1978 stieg er mit dem Klub in die Eredivisie auf. Nach drei Spielzeiten wechselte er 1981 zurück in die Zweitklassigkeit. Dort lief er für den SC Heerenveen auf, ehe er zum SC Cambuur zurückkehrte. Dort beendete der Stürmer nach über 400 Ligaspielen in der ersten und zweiten Liga 1985 seine aktive Laufbahn.